# Oude Buisse Heide

De Buisse Hoeve

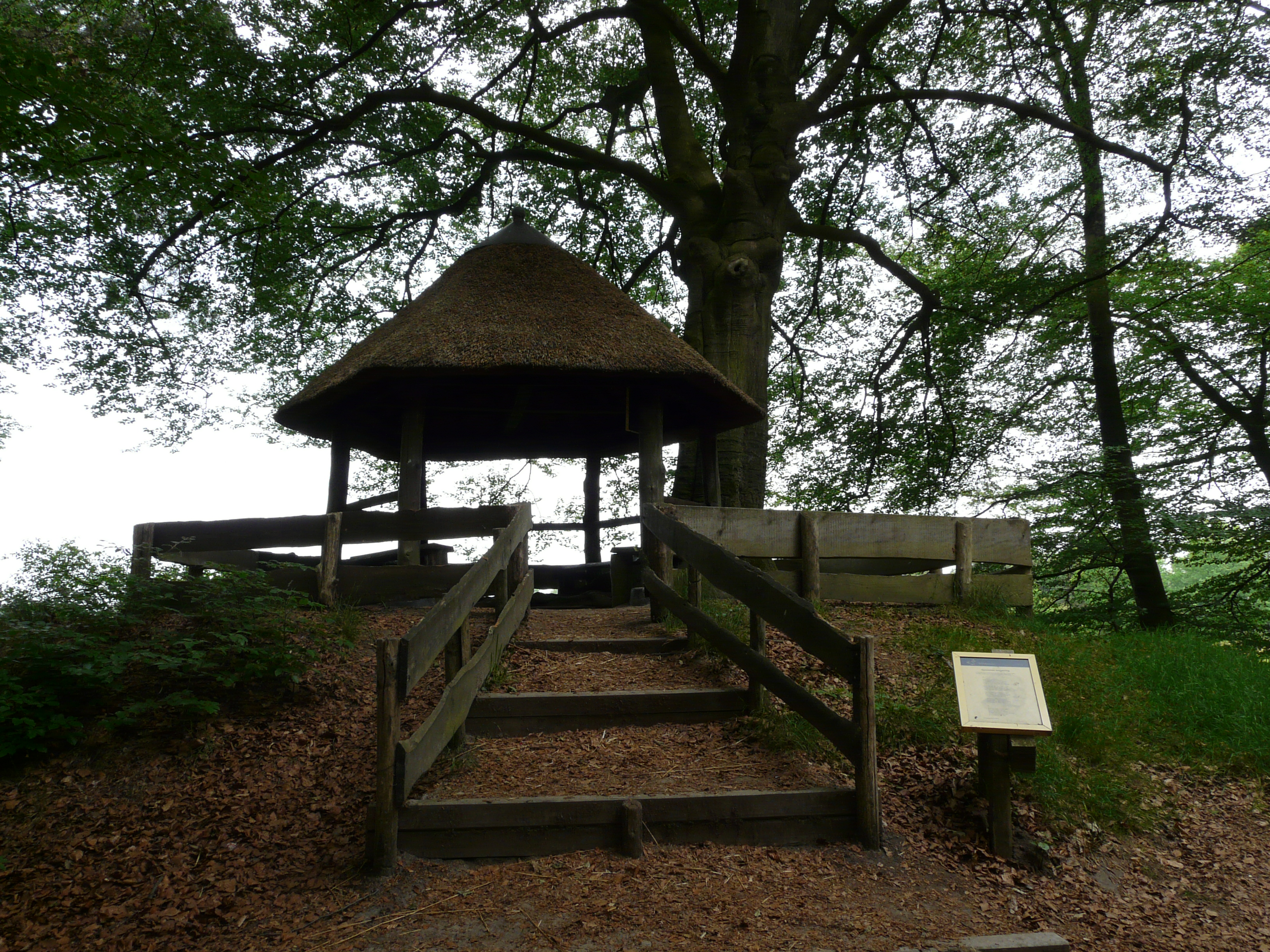
Prieel

De Oude Buisse Heide is een natuurgebied en landgoed in de gemeente Zundert in het dorp Achtmaal van ruim 200 ha. In 1945 werd het door Henriette Roland Holst geschonken aan de Vereniging Natuurmonumenten
Het gebied bestaat uit bos, heide en vennen. Op natte plekken vindt men planten als zonnedauw en gagel. De Buisse Hoeve, een langgevelboerderij uit 1809, is een Rijksmonument. Aan de oostkant sluit de Oude Buisse heide aan bij het ruim 100 ha grote natuurgebied Wallsteijn, eveneens in bezit van Natuurmonumenten.
Er is een blauwe wandelroute van 12 km en een rode van 5 km.
In 1945 schonk schrijfster en politica Henriette Roland Holst (1869-1952) dit bijzondere natuurgebied aan Natuurmonumenten. De eigenares bracht hier met haar man, beeldend kunstenaar Rik Roland Holst, vele zomers door in de Angora Hoeve (Buisse Hoeve).
In de Herenkamer van de naastgelegen boerderij ontvingen ze beroemdheden als architect Hendrik Berlage, schilder Charley Toorop en dichter Herman Gorter. De Oude Buisse Heide is voor het echtpaar Roland Holst een bron van inspiratie geweest.

## Galerij

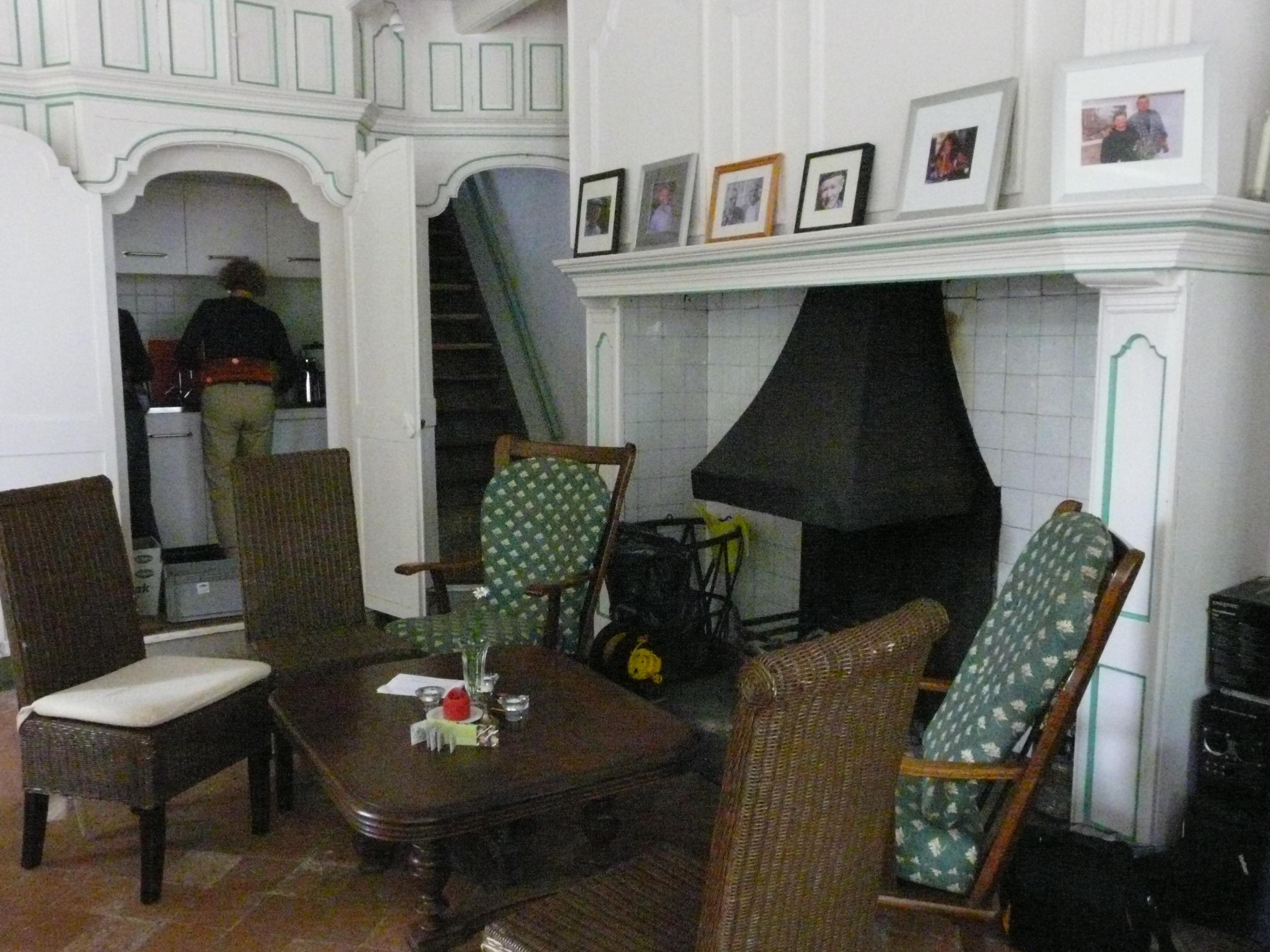
Heerenkamer in de Buise Hoeve